# Hidroponía

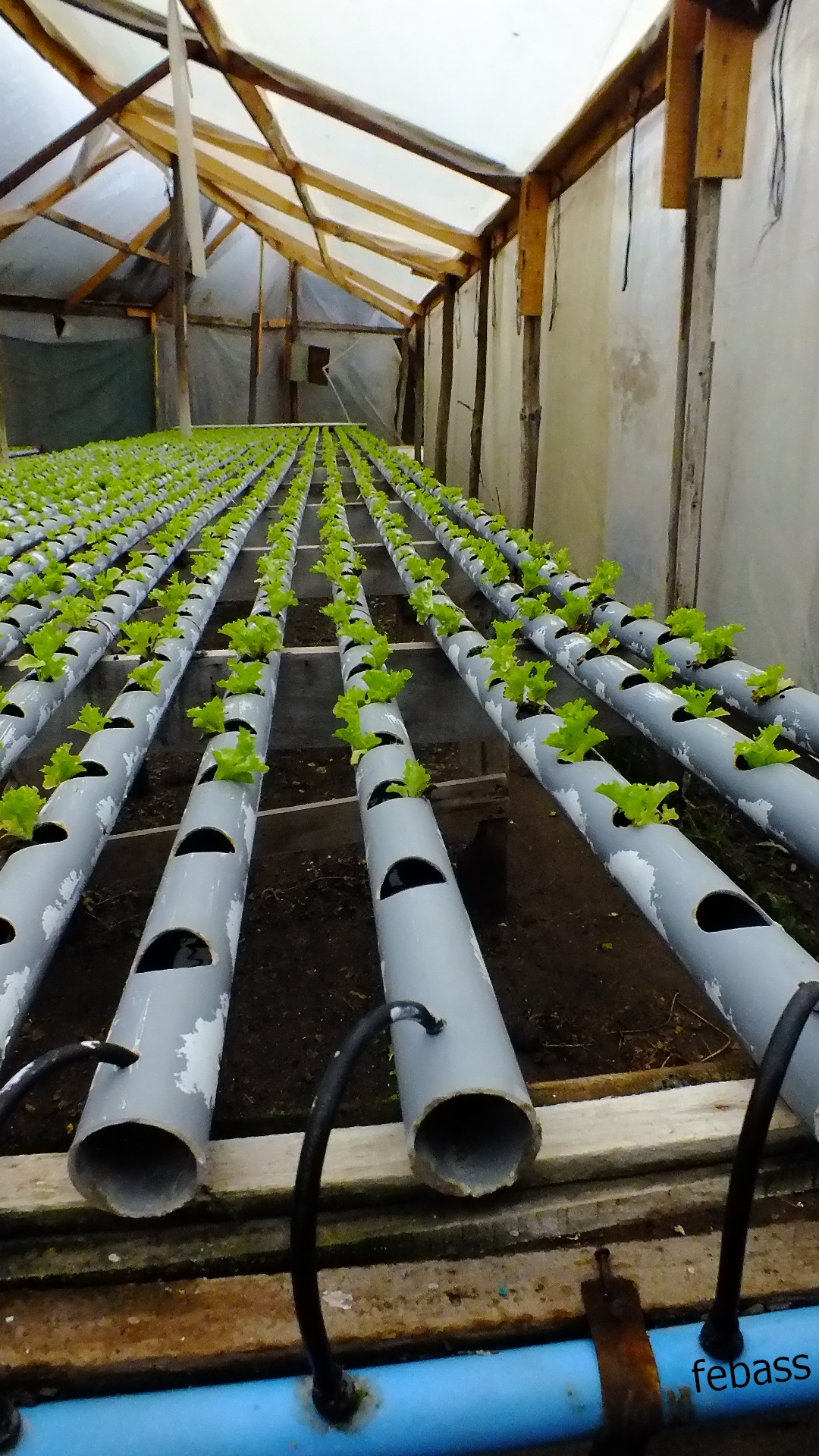
Cultivo hidropónico de lechugas

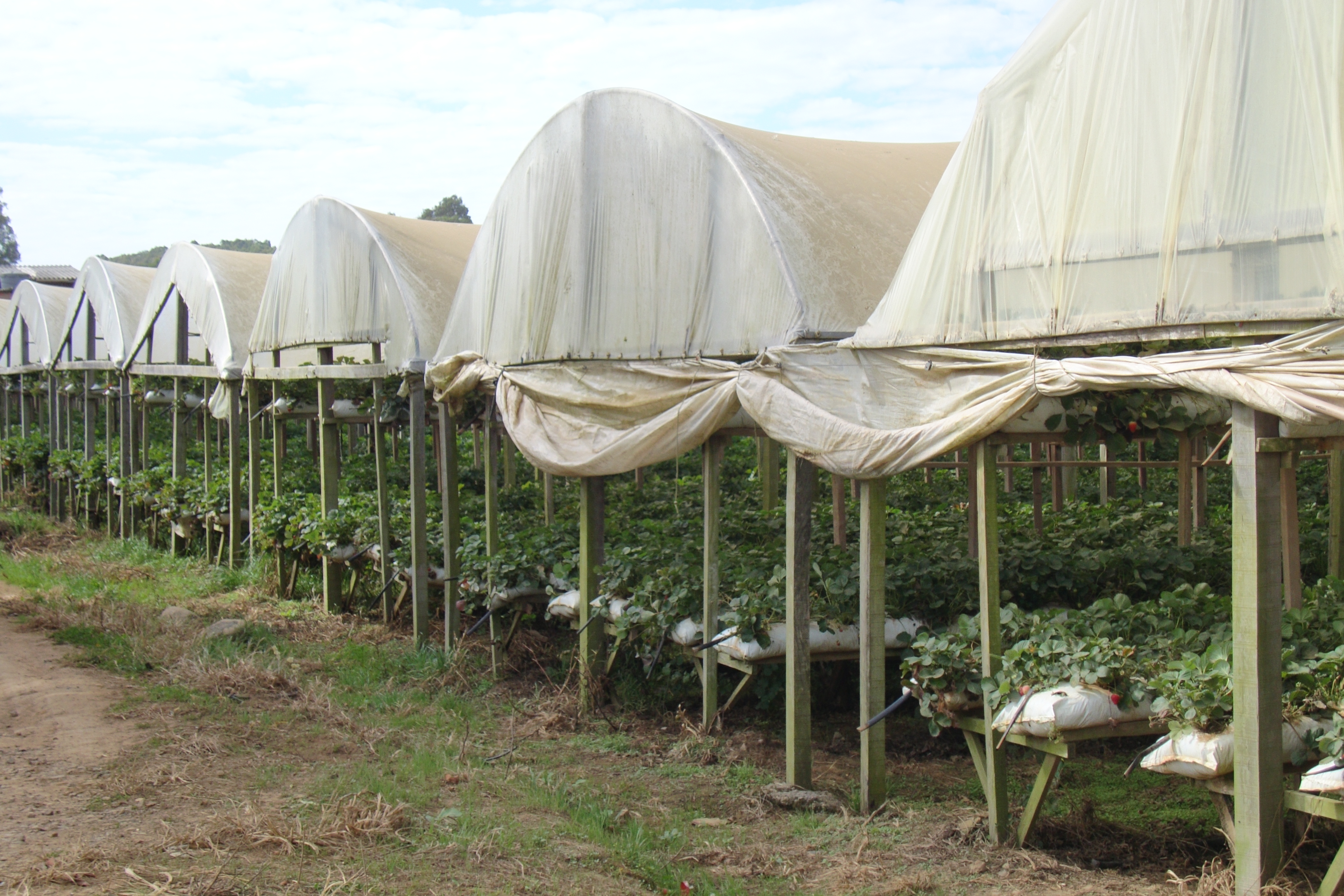
Cultivo hidropónico de fresas

La hidroponía o agricultura hidropónica (del Griego ὕδωρ [hýdōr] ‘agua’, y πόνος [ponos] ‘labor’, ‘trabajo’) es un método utilizado para cultivar Plantas usando disoluciones minerales en vez de suelo agrícola. Las raíces reciben una solución nutritiva y equilibrada disuelta en agua con los elementos químicos esenciales para el desarrollo de las plantas, que pueden crecer en una solución acuosa únicamente, o bien en un medio inerte, como arena lavada, grava o perla, entre muchas otras.

## Características
De forma equivalente a las plantas acuáticas flotantes, la tala  de los cultivos hidropónicos también absorben los minerales esenciales por medio de iones inorgánicos disueltos en el agua y minerales que se encuentran dentro de ellas. En condiciones naturales, el suelo actúa como reserva de nutrientes y minerales, pero el suelo en sí no es esencial para que la planta crezca. Cuando los nutrientes minerales de la tierra se disuelven en agua, las raíces de la planta son capaces de absorberlos. Cuando los nutrientes minerales son introducidos dentro del suministro de agua de la planta, ya no se requiere el suelo para que la planta prospere. Casi cualquier planta terrestre puede crecer con la hidroponía, aunque algunas pueden hacerlo mejor que otras. La hidroponía es también una técnica estándar en la investigación biológica y en la educación, y un popular pasatiempo.
Actualmente, esta actividad está alcanzando un gran auge en los países donde las condiciones para la agricultura resultan adversas. Combinando la hidroponía con un buen manejo del invernadero se llegan a obtener rendimientos muy superiores a los que se obtienen en cultivos a cielo abierto.
Es una forma sencilla, limpia y de bajo costo para producir vegetales de rápido crecimiento y generalmente ricos en elementos nutritivos. Con esta técnica de agricultura a pequeña escala se utilizan los recursos que las personas tienen a mano, como materiales de desecho, espacios sin utilizar y tiempo libre.[cita requerida]

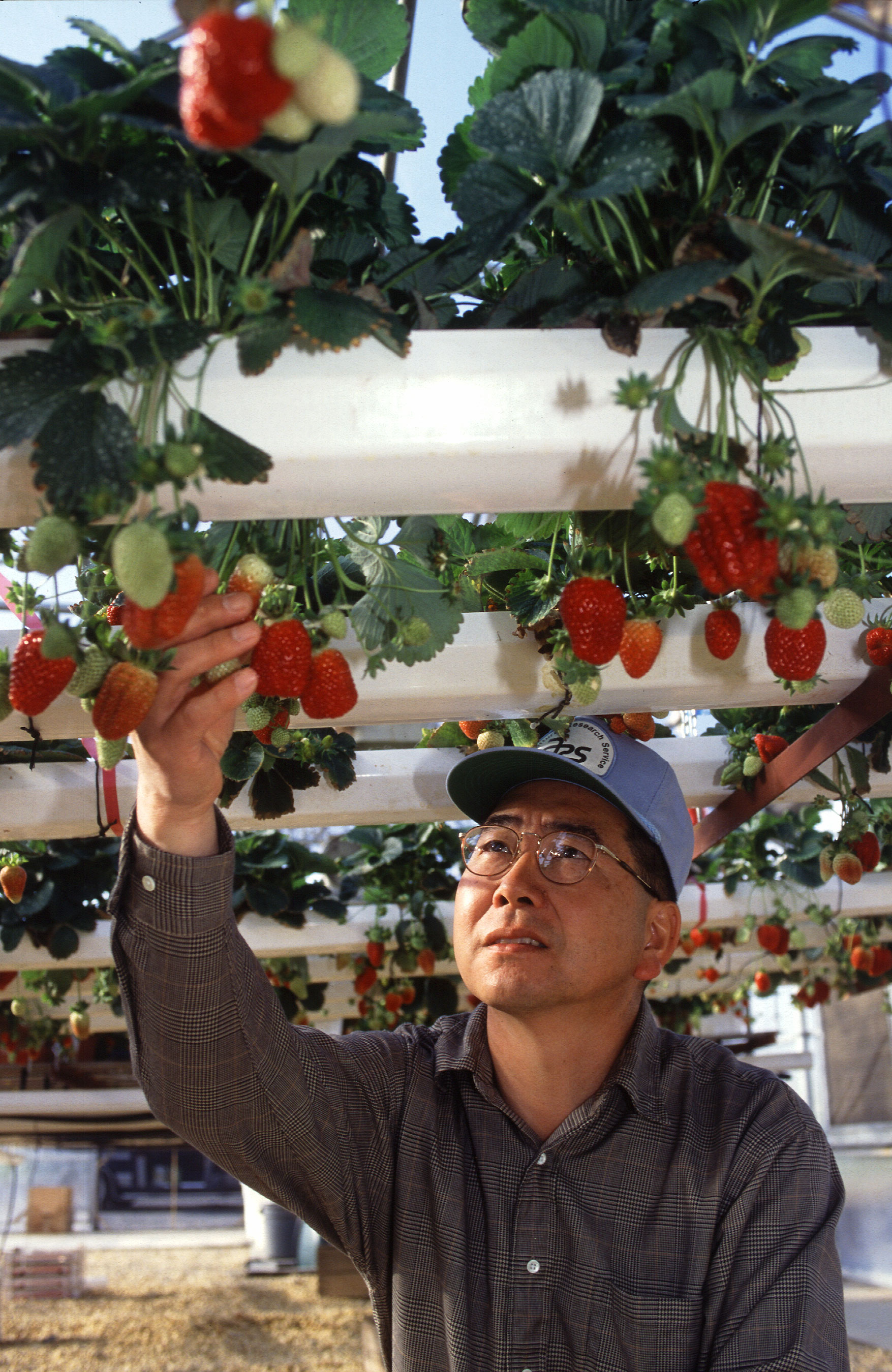
Cultivo hidropónico de fresas

La hidroponía o cultivo sin suelo ha conseguido estándares comerciales, y que algunos alimentos, y jóvenes plantas de tabaco se cultivan de esta manera por diversas razones que tienen que ver con la falta de suelos adecuados; por suelos contaminados por microorganismos que producen enfermedades a las plantas o por usar aguas subterráneas que degradaron la calidad de esos suelos.
Este tipo de cultivo se ha ampliado igualmente a plantas ornamentales, tales como el "bambú" de la suerte.
Al no usar suelo ya no se cuenta con el efecto amortiguador o buffer que brinda un suelo orgánico/mineral propiamente tal, ello tiene también diversos problemas con la oxigenación de las raíces; y no es algo que pueda llamarse limpio cuando se realiza a escala comercial. Para gente con tiempo libre que quiere divertirse, para investigación, para demostraciones a alumnos sobre la esencialidad de ciertos elementos químicos, aún para quien quiera cultivar en un contenedor o una pequeña tina. Para cultivar en naves espaciales o para cultivos a gran escala, presentará diversos niveles de complejidad, sobre todo si se quiere que sea una actividad económica y tenga bajo impacto ambiental.[cita requerida]
La clasificación de los cultivos hidropónicos ha evolucionado más recientemente hacia formas abiertas o cerradas, dependiendo de si vuelcan el efluente o reutilizan la solución nutritiva como forma de protección ambiental y una mayor economía en su utilización.

## Historia

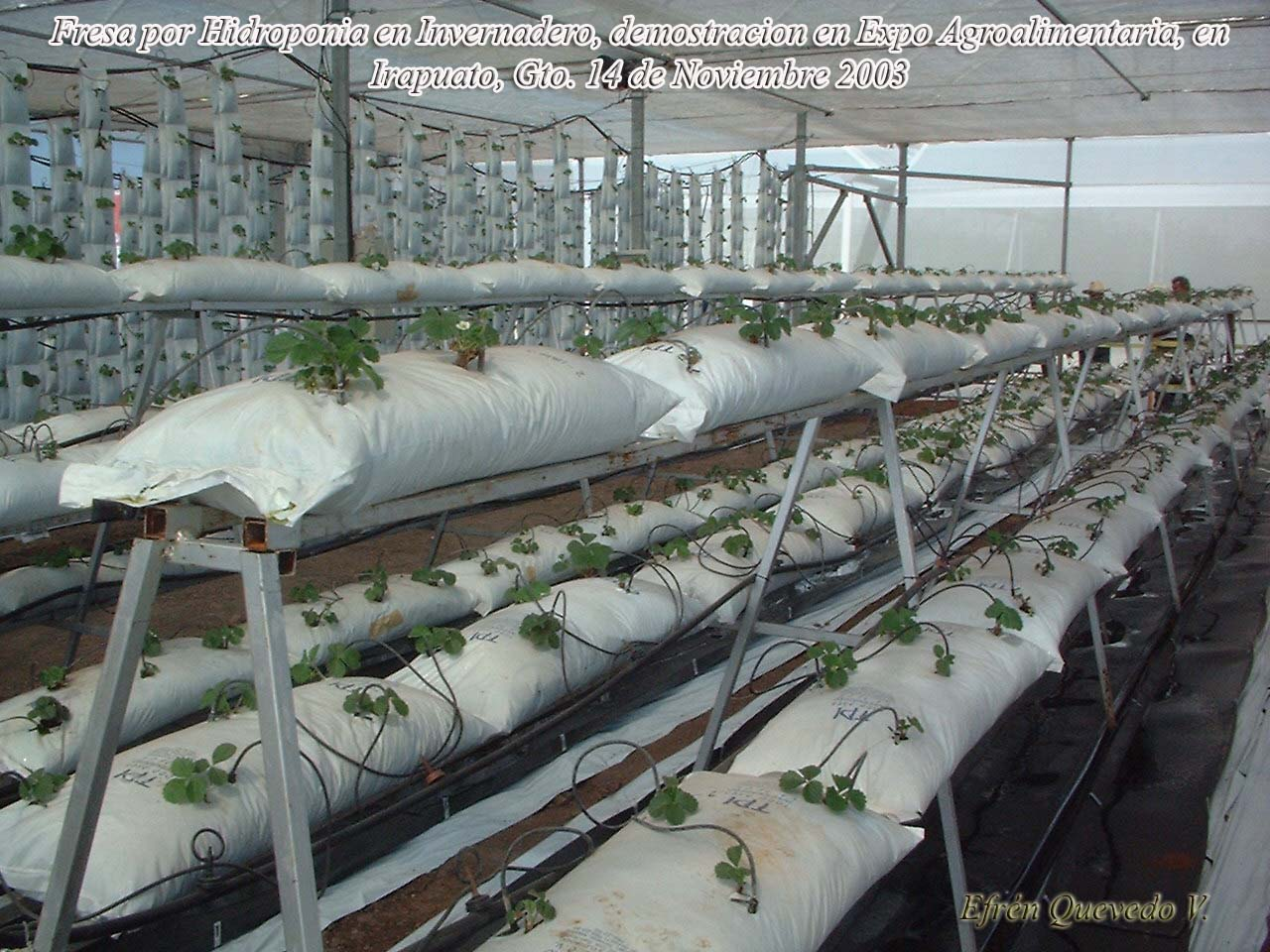
Cultivo hidropónico de fresas

Las soluciones minerales para el aporte de nutrientes requeridas para cultivos hidropónicos no fueron desarrolladas hasta el siglo XIX. Los jardines por cubrimiento de partes de lagos de los aztecas (chinampas) utilizaban tierra. Los Jardines Colgantes de Babilonia eran jardines supuestamente irrigados desde la azotea pero no hay evidencias de que utilizasen hidroponía.[cita requerida]
La idea del cultivo de plantas en áreas ambientalmente controladas también existía en Roma. El emperador romano Tiberio introdujo el cultivo del pepino mediante técnicas hidropónicas.
El estudio de la hidroponía data desde 382 a. C. pero la primera información escrita es de 1600, cuando el belga Jan van Helmont documentó su experiencia acerca de que las plantas obtienen sustancias nutritivas a partir del agua. El primer trabajo publicado sobre crecimiento de plantas terrestres sin suelo fue, 
Sylva Sylvarum (1627) de Francis Bacon. Después de eso, la técnica del agua se popularizó en la investigación. En 1699, John Woodward cultivó plantas en agua y encontró 
que el crecimiento de ellas era el resultado de ciertas sustancias en el agua obtenidas del suelo, esto al observar que las plantas crecían peor en agua destilada que en fuentes de
agua no tan purificadas. Con ello publicó sus experimentos de esta técnica con la menta verde.En 1804, De Saussure expuso el principio de que las plantas están compuestas
por elementos químicos obtenidos del agua, suelo y aire. Los primeros en perfeccionar las soluciones nutrientes minerales para el cultivo sin suelo fueron los botánicos alemanes Julius von Sachs 
y Wilhelm Knop en la década de 1860. El crecimiento de plantas terrestres sin suelo en soluciones minerales (solution culture) se convirtió rápidamente en una técnica estándar de la investigación
y de la enseñanza y sigue siendo ampliamente utilizada. Esta técnica ahora se considera un tipo de agricultura hidropónica.
En 1928, el profesor William Frederick Gericke de la Universidad de California en Berkeley, en California fue el primero en sugerir que los cultivos en solución se utilizasen para la producción vegetal agrícola. Gericke causó sensación al hacer crecer tomates y otras plantas que alcanzaron tamaños notables (mayores que las cultivadas en tierra) en soluciones minerales lo cual lo llevó a la realización de su artículo titulado «Acuacultura: un medio para producir cosechas» (1929). Por analogía con el término geopónica (que significa agricultura en griego antiguo) llamó a esta nueva rama hidroponía en 1937, aunque él afirma que el término fue sugerido por el Dr. W.A. Setchell, de la Universidad de California de hydros (agua) y ponos (cultura / cultivo).
Los informes sobre este trabajo y la fervientes afirmaciones de Gericke de que la hidroponía revolucionaría la agricultura provocaron una gran cantidad de peticiones de información adicional. Gericke rehusó desvelar sus secretos, ya que había realizado los estudios en su casa y en su tiempo libre. Este hecho provocó su abandono de la universidad de California. En 1940, escribió el libro, Complete Guide to Soilless Gardening (Guía Completa del Cultivo sin Suelo).
Se pidió a otros dos especialistas en la nutrición de las plantas de la universidad de California que investigasen acerca de las afirmaciones de Gericke. Dennis R. Hoagland y Daniel I. Arnon escribieron el típico boletín sobre agricultura en 1938, desacreditando las exageradas afirmaciones hechas sobre la hidroponía. Hoagland y Arnon llegaron a la conclusión de que las cosechas de cultivos hidropónicos no eran mejores que aquellos cultivos cosechados en buenas tierras. Los cultivos estaban limitados por otros factores que los nutrientes minerales, especialmente la luz. Estas investigaciones, sin embargo, pasaron por alto el hecho de que la hidroponía tenía otras ventajas incluido el que las raíces de la planta tienen acceso constante al oxígeno y que la planta puede tener acceso a tanta o a tan poca agua como necesite. Este es uno de los errores más comunes cuando el cultivo es sobre-irrigado o sub-irrigado, la hidroponía es capaz de prevenir que esto ocurra, drenando o recirculando el agua que no absorba la planta. En cultivos sobre tierra el agricultor necesita tener suficiente experiencia para saber con cuanta agua debe regar la planta. La solución con la que estarán en contacto las raíces debe estar suficientemente oxigenada para que el metabolismo radicular no se vea impedido.
Estos dos investigadores desarrollaron varias fórmulas para soluciones de nutrientes minerales. Unas versiones modificadas de las soluciones de Hoagland se siguen utilizando hoy en día.[cita requerida]
Uno de los primeros éxitos de la hidroponía ocurrió durante la Segunda Guerra Mundial cuando las tropas estadounidenses que estaban en el Pacífico, pusieron en práctica métodos hidropónicos a gran escala para proveer de verduras frescas a las tropas en guerra con Japón en islas donde no había suelo disponible y era extremadamente caro transportarlas.
En los años 60, Alen Cooper en Inglaterra desarrollo la Nutrient Film Technique. El Pabellón de la Tierra, en el Centro Epcot de Disney, abierto en 1982, puso de relieve diversas técnicas de hidroponía. En décadas recientes, la NASA ha realizado investigaciones extensivas para su CELSS (acrónimo en inglés para Sistema de Soporte de Vida Ecológica Controlada).[cita requerida]
También en los 80 varias compañías empezaron a comercializar sistemas hidropónicos. En la actualidad (2010) es posible adquirir un kit para montar un pequeño sistema de cultivos hidropónicos hogareños por menos de 200 €. Las técnicas de cultivo sin suelo (CSS) son utilizadas a gran escala en los circuitos comerciales de producción de plantas de tabaco, (floating) descartando así las almácigas en suelo que precisan bromuro de metilo para desinfectar el suelo de malezas, patógenos e insectos. También en Holanda y otros países con alto grado de desarrollo en cultivos intensivos las técnicas de CSS han avanzado, desarrollando industrias conexas y numerosas tecnologías relacionadas con el desarrollo de nuevos medios de cultivo como la perlita, la lana de roca, la fibra de coco o cocopeat, la cascarilla de arroz tostada y otros medios apropiados.[cita requerida]

## Cultivo sin suelo

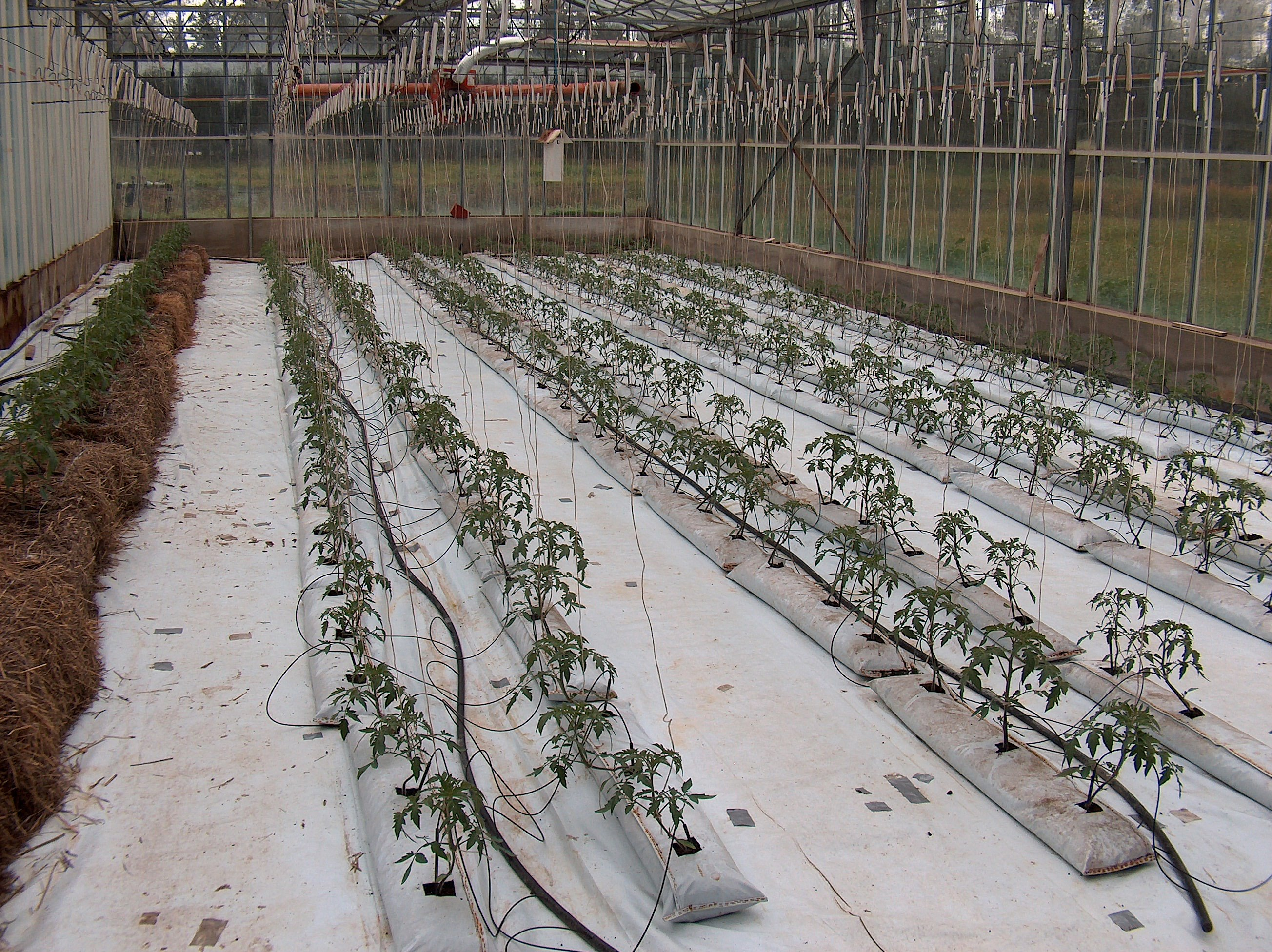
Plantas de tomate creciendo sobre piedra pómez

Esta técnica de cultivo sin suelo evita los impedimentos o limitaciones que representa el suelo en la agricultura convencional mediante el uso de sustratos, todo material sólido distinto a la tierra que se usa para la siembra en hidroponía como soporte para la planta y no para su alimentación. El uso de sustratos permite un control total sobre factores que afectan el desarrollo de la planta, como humedad, oxigenación y nutrición. Son cultivos sin suelo, en lo que respecta a no contener suelo natural. Perlita agrícola, piedra pómez, fibras de coco, turba o lana de roca, son sustratos de gran uso en lo que se denominan cultivos hidropónicos. La denominación equivalente o más utilizada pasa a ser cultivos sin suelo —CSS o soilless (en inglés)— pues el medio de sostén de las plantas pasó a ser una sustancia inorgánica como la perlita u orgánica como turbas o ciertos desechos agrícolas como cáscaras de frutos —arroz, almendras, etc.—. En el caso de los cultivos sin suelo, al ser desarrollados por la industria o por aficionados, no fueron analizados en un principio, en cuanto al impacto que tendría su uso sobre el medioambiente, como ocurrió con otros desarrollos que redituaban comercialmente. De la misma manera, los sistemas hidropónicos fueron desde un principio "abiertos" al no considerarse el impacto ambiental que tendría el volcado de los efluentes tras su uso. El desarrollo de métodos "cerrados" que significan la economía en cuanto a la posibilidad de reutilización de los nutrientes y el evitar el impacto que tiene sobre el medio externo, volcar una solución que arrastra considerable cantidad de iones no utilizados por las plantas que se cultivan, además por ejemplo la lechuga, se cultiva en agua depende que tipo sea, también depende de su tamaño se debe plantar en un bote con agua y si es grande la raíz, solo debe sumergirse la mitad ya que si se moja toda puede haber problemas de oxígeno.
Al tener en cuenta la economía y el posible impacto ambiental se desarrollaron los sistemas cerrados o recirculantes. El manejo de estos nuevos sistemas requiere una tecnología más compleja. Como se menciona más arriba, existe una serie de desarrollos en el ámbito de los sustratos, además de ciertos automatismos desarrollados para facilitar el control de las soluciones y que estas no varíen sus parámetros químicos. Tanto la hidroponia y la fertirrigación han dado pie al desarrollo de instrumental de control como pH-metros y conductímetros en línea, así como a procesadores que mantienen el control mediante válvulas solenoides o hidráulicas, para que la solución pueda ser equilibrada mediante programas de ordenadores que determinan el agregado de ácidos cuando sube el pH, la dilución cuando se eleva la conductividad eléctrica y otros procesos de control que llegan a interactuar con el ambiente en que las plantas están evolucionando en tamaño y en su desarrollo.[cita requerida]

Gericke originalmente definió la hidroponía como un crecimiento de cultivos en soluciones minerales, sin ningún medio sólido para las raíces. Se opuso a aquellos quienes aplicaban el término hidroponía a otros tipos de cultivo sin tierra como los cultivos en arena o grava. Más recientemente, el autor académico más clásico de la hidroponia es Howard Resh. La distinción entre hidroponía y cultivos sin suelo ha sido a menudo confuso. «Cultivos sin suelo» es un término más amplio que hidroponía; tan solo requiere que no haya suelos con arcilla o cieno. Nótese que la arena es un tipo de suelo, aunque es considerado cultivo sin suelo. La hidroponía es siempre un cultivo sin suelo agrícola, pero no todos los cultivos sin suelo son hidropónicos. Muchos tipos de cultivos sin suelo no usan las soluciones minerales requeridas por los hidropónicos.

## Uso de contenedores
Muy recientemente, se ha propuesto el uso de contenedores en los sistemas de hidroponía. Junto con rendimientos "exponencialmente superiores", el uso de contenedores en hidroponía asegura que todos los sistemas de cultivo también utilizarán 90% menos agua y un 80% menos fertilizante que los que se usan en la agricultura convencional. La hidroponía en estos contenedores requieren asegurar que el agua pase por el mismo lugar cada 12 minutos de intervalo de tiempo. Convertir un contenedor de transporte en una "granja portátil" es uno de los desafíos que tienen los interesados en hidroponía, de manera que su reutilización agrade sobremanera a los movimientos ambientalistas.
Un cálculo muy conservador usando hidroponía sugiere la cosecha de 4 mil a 6 mil unidades de vegetales semanales (40-50 toneladas por año) equivalente a 80 veces el número de unidades que se logran en un mismo espacio usando los sistemas de siembra y cosecha convencionales en la agricultura.
El último aporte en el creciente sector de la agricultura urbana son los contenedores de transporte abandonados que posibilitan el hermanamiento del cultivo hidropónico de alta tecnología y su sistema de monitoreo con una de las exigencias de los movimiento de reutilización, para hacer uso de una "granja de cajón" que puede producir localmente grandes cantidades de verduras frescas durante todo el año.
En los Estados Unidos, cada vez más contenedores de transporte son utilizados para cultivar fresas, verduras, lechugas, hierbas y hongos gourmet.
En los contenedores de transporte alcanzan 2800 depósitos de germinación y desarrollo de los cultivos en los 320 pies cuadrados (aproximadamente 30 metros cuadrados), los que pueden ser equipados con luz artificial, bastidores de siembra, un sistema de climatización y ventilación, todos los componentes hidropónicos necesarios (depósito, bomba, y sistema de monitoreo y control), y un conjunto completo de 18 sensores para monitorear casi cualquier condición ambiental en el interior del contenedor.

## Solución Nutritiva
En cuanto a la solución nutritiva, se busca proveer a la planta de los 13 elementos minerales principales por sus efectos en ella. Estos son:
1. Nitrógeno
2. Potasio
3. Fósforo
4. Calcio
5. Magnesio
6. Azufre
7. Hierro
8. Manganeso
9. Zinc
10. Boro
11. Cobre
12. Silicio
13. Molibdeno

## Hidroponía y el medio ambiente

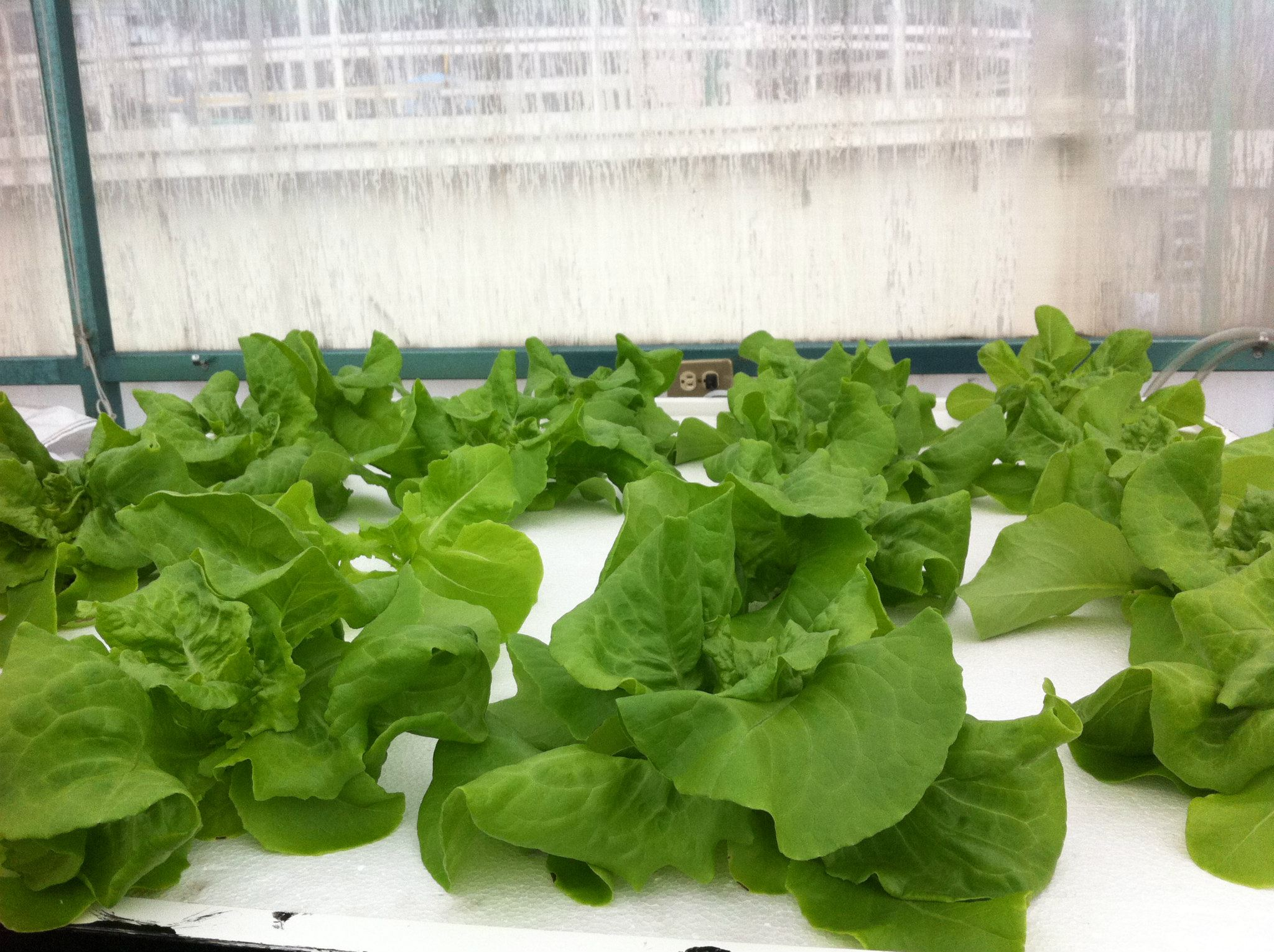
Cultivo hidropónico de lechuga en un laboratorio del Tecnológico de Monterrey, Campus Ciudad de México

El cultivo sin suelo es justamente un conjunto de técnicas recomendables cuando no hay suelos con aptitudes agrícolas disponibles. El esquema consiste en: una fuente de agua que impulsa por bombeo agua a través del sistema, recipientes con soluciones madre —nutrientes concentrados—, cabezales de riego y canales construidos donde están los sustratos, las plantas, los conductos para aplicación del fertiriego y el recibidor del efluente.[cita requerida]
El cansancio de los suelos por alta carga de patógenos tras cultivos repetidos o la acumulación de iones que conllevan alcalinidad o elevación del tenor de sodio ha empujado a muchos productores a realizar cultivos hidropónicos o sin suelo. En cultivos comerciales —en cuanto a su superficie— se hace obligatorio seguir normas ambientales amigables con el ambiente y emplear métodos de recirculación de las soluciones volviéndolas al cultivo tras equilibrarlas y desinfectarlas o buscándoles un lugar de descarga que evite la llegada de los nutrientes efluentes al suelo, cursos de agua y a los mantos acuíferos.[cita requerida]
Ya existen métodos en sistemas abiertos que permiten un segundo cultivo, fijación por plantas que crecen en pequeñas lagunas de fondo impermeabilizado y otros ensayándose. Las recomendaciones de realizar cultivos hidropónicos o sin suelo solo por considerar su alta productividad y rendimiento económico, que no tengan en cuenta estos aspectos ambientales perniciosos, no son aconsejables. Los cultivos que son aptos para este método son el tomate, lechuga, repollo, pimiento, pepino, espinaca, entre otros. Las temperaturas óptimas para cada uno son variadas: Mientras los que soportan temperaturas más bajas óptimas son el tomate, la lechuga o la calabaza, los que menos soportan temperaturas por debajo de los 18 grados son el pepino y el melón

### Investigando cultivos extremos en laAntártida
El invernadero más meridional de Alemania se encuentra actualmente en la Antártida y abastece a los investigadores de la estación germana Neumayer III con kilos de verduras frescas, algo de lo que normalmente carecen en invierno, sin tierra, luz solar o pesticidas.

El cultivo, hidropónico, de verduras forma parte de un proyecto diseñado para abastecer de alimentos a los seres humanos en condiciones extremas o incluso en el espacio.
	
La estación de investigación Neumayer III pronto tendrá pimientos frescos en sus platos. Sin embargo, el equipo de diez hombres seguirá sin fresas, según declaró en enero del 2018 el miembro del equipo Paul Zabel en una videoconexión en directo.
	
Se han podido cosechar ya kilos de tomates, lechugas y pepinos en el nuevo invernadero puesto en marcha en febrero, aunque las plantas de fresas siguen sin dar frutos, indicó. «Las plantas crecen estupendamente y crecen muchas flores», señaló. Pero la polinización artificial no funcionó. Todavía hay que examinar por qué es así, dijo el ingeniero espacial.
	
Pero el Paul Zabel, investigador en el experimento iniciando en 2018, fue capaz de mostrar ante la cámara los primeros pimientos verdes pequeños, aunque reconoció que la cosecha fue mucho menor de lo esperado.

Zabel ha estado durante tres cuartos de año sembrando lechuga, podando plantas de tomate y documentando el crecimiento para el Centro Aeroespacial Alemán (DLR). El proyecto no solo debería enriquecer la dieta de la tripulación, sino también proporcionar información para futuras misiones a la Luna y Marte.

En un contenedor bien aislado con una superficie de cultivo de 13 metros cuadrados, las plantas crecen a temperaturas exteriores de hasta -42 grados centígrados sin tierra, ni luz del día ni pesticidas. La energía necesaria proviene de la estación Neumayer III, situada a 400 metros de distancia.

Ya se han cosechado un total de 183 kilogramos de hortalizas frescas. «Hay ensalada fresca casi todos los días. En el caso de los pepinos, la tripulación ya ha dicho: 'Es suficiente'», informó el director del proyecto, Daniel Schubert.

Las verduras frescas son extremadamente importantes para el estado de ánimo de la tripulación que pasa el invierno, aislada en la Antártida durante nueve meses, dijo Eberhard Kohlberg, del Instituto Alfred Wegener (AWI) en Bremerhaven, quien es responsable de la logística local.

Para el futuro, Schubert, el director del proyecto, imagina que se podrán cultivar uvas o incluso manzanas en el invernadero. «Esto es mucho más complejo que cultivar lechuga».